# Малашко Юрій Анатолійович
Ю́рій Анато́лійович Мала́шко (нар. 16 лютого 1975, м. Київ) — український громадсько-політичний діяч, військовослужбовець, полковник Служби безпеки України, учасник російсько-української війни. Колишній голова Запорізької ОДА з 9 лютого 2023 року (призначений 7 лютого) до 2 лютого 2024 року.

## Життєпис
З серпня 1992 по червень 1997 — курсант Київського інституту військово-повітряних сил, «автоматизовані системи і комплекси повітряних суден», інженер-системотехнік.
У червні 1997 — лютому 1999 року — інженер, старший інженер Київського інституту військово-повітряних сил.
У лютому 1999 — березні 2001 року — викладач кафедри військової підготовки Академії муніципального управління.
З березня 2001 по лютий 2016 року проходив службу в органах Служби безпеки України (СБУ). Учасник АТО/ООС. Оборонець Красногорівки.
З лютого 2016 по травень 2018 року обіймав посаду першого керівника військово-цивільної адміністрації у місті Мар'їнка та селі Побєда Донецької області.
З травня по червень 2018 року проходив службу в органах Служби безпеки України.
У червні 2018 — серпні 2020 року — керівник військово-цивільної адміністрації міста Красногорівка Донецької області.
З серпня 2020 року був виконувачем обов'язків начальника штабу — заступника керівника Антитерористичного центру СБУ.
Від 7 лютого 2023 по 2 лютого 2024 року голова Запорізької ОДА.

## Нагороди
- Відзнака Президента України «За участь в антитерористичній операції» (2016)[1]

## Військові звання
- Полковник СБУ[4].